# 唇歯化
唇歯化 （しんしか）は、両唇破裂音が唇歯摩擦音になることをいう。ギリシア文字の β が古典ギリシア語の[b]と現代ギリシア語の[v]とでこの関係にあるのでベータシズム (betacism) ともいう。他に俗ラテン語の語中の b と v の混同（caballo → cavallo）などがある。
日本語のは行の発音の変化（[p]>[ɸ]、唇音退化を参照）は両唇破裂音が両唇摩擦音になったもので唇歯化ではないがこれに近い。